# Arte dei Beccai
L'Arte dei Beccai (dei "macellai") è stata una delle corporazioni di arti e mestieri di Firenze e faceva parte delle quattordici Arti Minori, meno ricche e influenti delle sette Arti Maggiori. 

## Storia

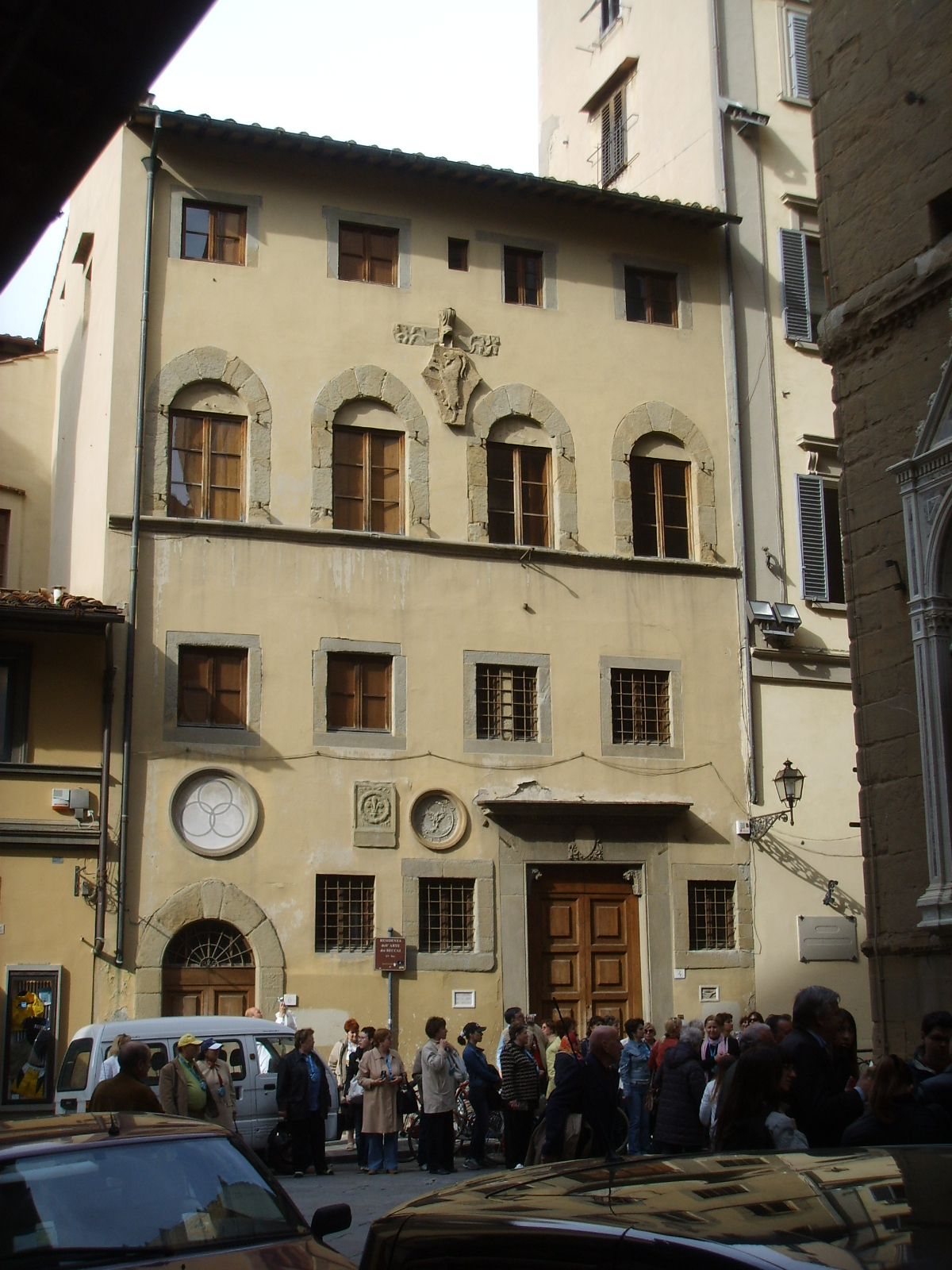
Il Palazzo dell'Arte dei Beccai a Firenze, attualmente sede dell'Accademia delle arti del disegno

Appartenevano a questa corporazione i macellai, i pesciaioli e i gestori di osterie e taverne.
L'Arte dei Beccai non ottenne mai il riconoscimento tra le Arti Maggiori, ma fu anche un'arte mediana, benché l'attività svolta dai suoi iscritti fosse di primaria importanza a quel tempo: l'importazione e la vendita di generi alimentari come la carne ed il pesce infatti, li rese piuttosto potenti e degni di considerazione anche per quel certo timore suscitato dal loro comportamento notoriamente rissoso ed aggressivo durante i numerosi tafferugli e tumulti che scoppiavano a Firenze.
Dino Compagni dava questa descrizione dei suoi membri:
(Dino Compagni Cronica)
Nel 1285 fu per un certo periodo tra le Arti mediane, consentendo anche ai loro rappresentanti di partecipare alla vita politica cittadina. 
Il popolo dei beccai si radunò separatamente fino al 1318, diviso in due gruppi, uno facente capo al Mercato Nuovo, che aveva affittato uno scantinato in una casa torre dei Tosinghi; l'altro facente capo al Mercato Vecchio, che invece usava un locale affittato dagli Agli. Dal 1318 in poi tutti i beccai si riunirono in una bottega acquistata vicino alla chiesa di Santa Maria Sopra Porta e, qualche anno più tardi, la corporazione riuscì finalmente a edificare la propria sede ben visibile ancora oggi di fronte ad Orsanmichele, decorata con bellissimi affreschi e mobili pregiati ed in cui i consoli davano udienza tutte le settimane nella grande salone che si trovava al piano terra.

## Organizzazione interna
La corporazione era governata da sei consoli ed un consiglio di 25 soci che dovevano rinnovare annualmente il proprio giuramento. Le norme prescritte dal Comune e dallo statuto dell'Arte per l'esercizio dell'attività ed il consumo di carni erano molto rigide e prevedevano sanzioni piuttosto severe verso i trasgressori:
- i prezzi di vendita erano regolamentati per evitare eccessivi rialzi
- le norme igieniche dovevano essere scrupolosamente rispettate per cui era vietato vendere insieme i tranci di carne che appartenevano a diverse specie di animali ed i tagli delle bestie maschio e femmina che perciò dovevano essere esposte separatamente
- le carni vendute dovevano provenire esclusivamente dai macelli e le autorità vigilavano affinché nei mercati non arrivassero quelle di bestie morte per altre cause
- gli strumenti come le bilance ed i pesi dovevano essere periodicamente revisionate e dovevano avere l'apposito sigillo comunale.

### I beccai

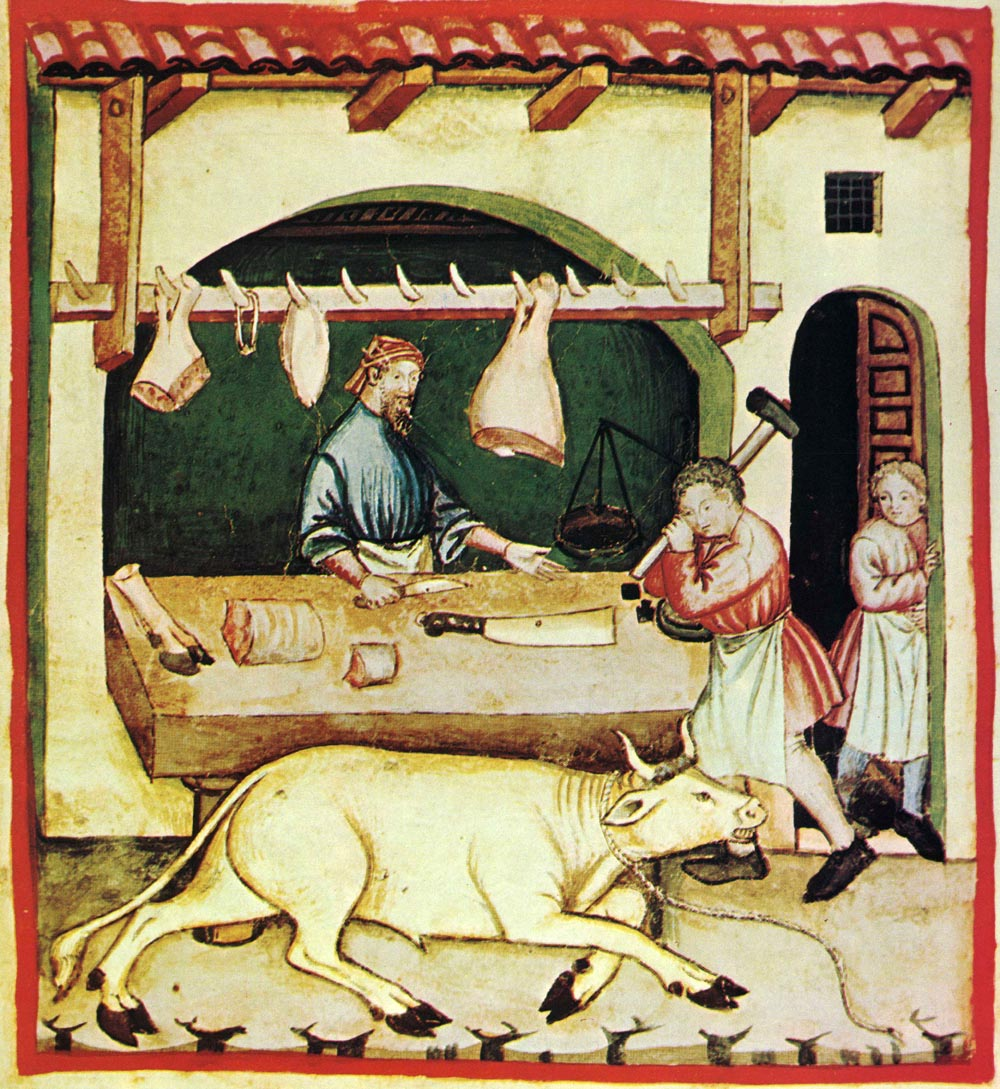
La macellazione dei bovini

I beccai erano i macellai che commerciavano in carni ovine, suine e vaccine, acquistando il bestiame sia nelle campagne intorno alla città che quelle circostanti Arezzo, Pisa e la Maremma, dove già all'epoca esistevano estesi pascoli di vacche e buoi. La carne che più di frequente si trovava sulle tavole dei fiorentini era cucinata lessa o arrosto, come la famosa "bistecca alla fiorentina", che ancora oggi è una specialità della città; sicuramente più di oggi era notevole anche il consumo della carne di pecora (tanto che a diversi beccai fu dato questo soprannome), mentre il consumo quotidiano di carni rosse era comunque riservato in prevalenza alle classi più agiate e ne è la riprova il fatto che molti magnati soffrissero di gotta.
Il mercato del bestiame si teneva nei pressi della chiesa di Ognissanti, mentre la macellazione e la vendita delle carni si svolgeva al Mercato Nuovo e nell'odierna Piazza della Repubblica, dove allora si trovava il Mercato Vecchio, scomparso a seguito delle demolizioni ottocentesche del periodo della capitale.
La Beccheria del Mercato Vecchio, ossia il macello pubblico, venne però costruita solo nel Trecento al centro della piazza, per cui ancora nel Duecento gli animali venivano uccisi nella zona compresa tra Via delle Terme e Borgo Ss. Apostoli, senza una collocazione precisa, mentre gli scarti e le carcasse erano scaricati a valle del fiume Arno.
Ogni giorno i macellai fiorentini allineavano i loro banchi nella beccheria, intorno alla quale si disponevano in circolo i banchi di altri generi alimentari, formando così la caratteristica grillanda, cioè la ghirlanda di mercato.
Pare che il nome arista, dato all'arrosto di maiale cucinato con sale, pepe, aglio e rosmarino, sia stato introdotto nel linguaggio comune nel Quattrocento, quando a Firenze si tenne il Concilio della Chiesa d'Oriente e d'Occidente; ai notabili greci venne infatti servito questo piatto ed il loro commento pare fosse stato proprio aristos, che significa ottimo.

### I pesciaioli

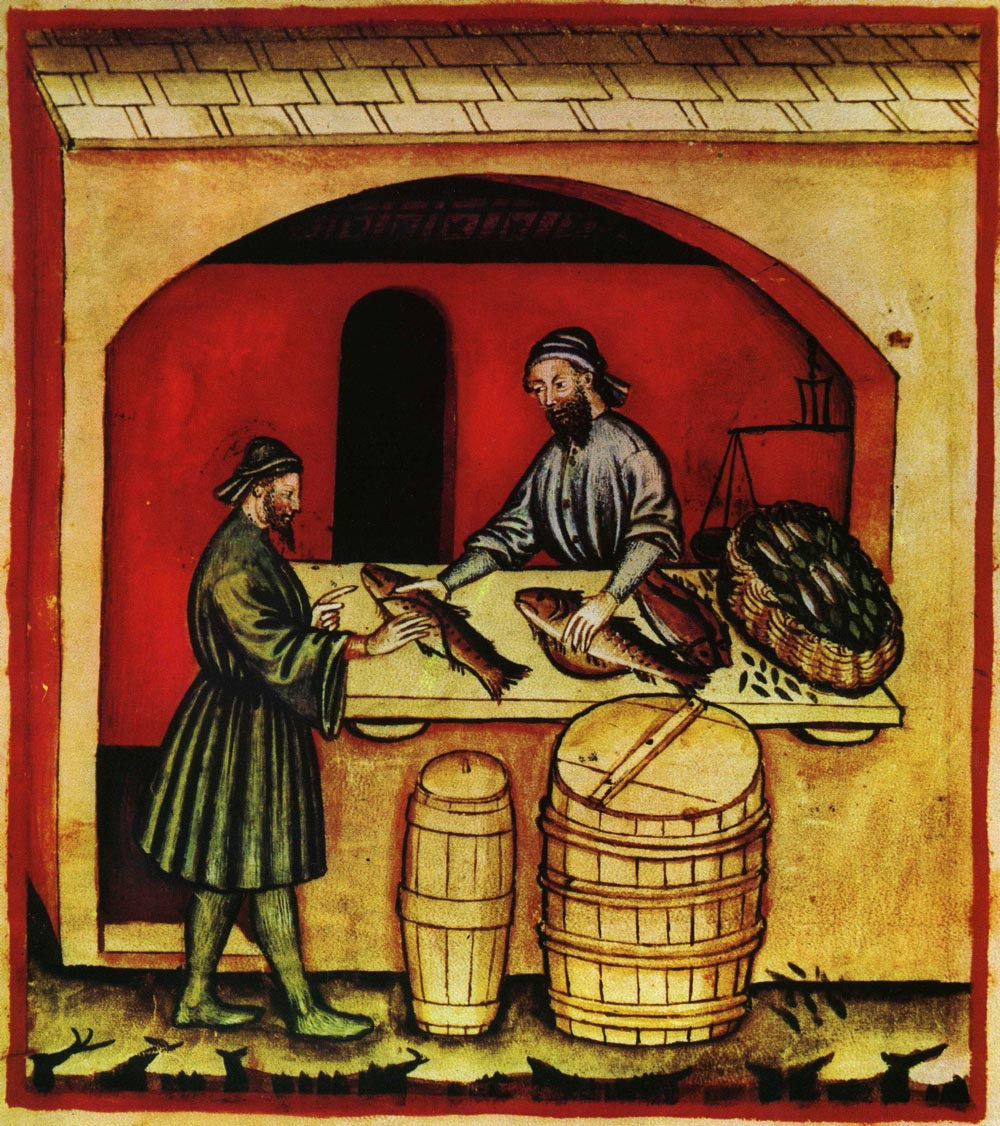
Il mercato del pesce

L'altra categoria appartenente a questa corporazione era quella dei pesciaioli, che tenevano il mercato nell'omonima piazzetta di fronte al Ponte Vecchio, ancora esistente. Il pesce pescato era quello proveniente dall'Arno ed offriva una certa varietà di scelta: anguille, tinche, carpe, reine e quella che era considerata la specialità del tempo, i pesciolini per la frittura, tenuti a bagno dentro grandi zucche vuote.
Nel 1568 anche il mercato del pesce venne spostato nella piazza del Mercato Vecchio, dove Giorgio Vasari costruì appositamente la Loggia del Pesce, rimossa a seguito delle demolizioni ottocentesche e oggi ancora visibile in Piazza dei Ciompi.

### I tavernai
Con questo nome si indicavano i gestori di osterie e taverne, che oltre a mescere il vino davano da mangiare i piatti a base di carne; per questo la differenza tra i beccai e gli osti era in realtà molto sottile ed era invece molto comune trovare un macellaio che avesse aperto una propria taverna e servisse ai propri clienti le carni da lui stesso macellate.
Molte delle taverne di Firenze si trovavano intorno alla chiesa di Santa Maria Maggiore e presso il Mercato Vecchio esisteva una loggia sotto la quale si trovavano delle botteghe che vendevano dei "piatti pronti", ossia il cibo cotto e la cui attività era sempre sottoposta a rigido controllo da parte del Comune, per evitare che certe pietanze accompagnate da un bicchiere di vino in più riscaldassero troppo gli animi e creassero problemi di ordine pubblico.
Il proibizionismo medievale era rivolto ai pasticci di carne, la milza arrosto, i fegatelli di maiale fritti ed il pesce e gli uccellini arrostiti erano allora considerati autentiche prelibatezze e per legge non potevano essere serviti ai malfattori, ai ladri e alle donne di facili costumi per non incorrere nelle severe sanzioni previste, che arrivavano fino alla distruzione del locale.

## Patronati
Il santo protettore scelto dai beccai fu Pietro Apostolo, la cui statua posta in una delle nicchie esterne di Orsanmichele a Firenze, è attribuita a Filippo Brunelleschi o a Donatello e riferita al 1412 circa.